# Рязанский областной театр драмы
Ряза́нский госуда́рственный о́рдена Знак Почёта областной теа́тр дра́мы — один из старейших театров России.

## История театра
Театр в Рязани под названием «Оперный дом» основан в 1787 году при содействии поэта Гавриила Державина. Впервые упоминается в донесении сенаторов графа Александра Воронцова и Александра Нарышкина об осмотре Рязанской губернии от 5 марта 1787 года и подтверждается документами Рязанской казённой палаты.
В первой половине XIX века театр играл заметную роль в культурной жизни Рязани. Он считался одним из передовых театров России, о чём, например, свидетельствует то, премьера комедии «Ревизор» Николая Гоголя состоялась здесь, как и в Санкт-Петербурге, в 1836 году.
До 1961 года театр размещался в здании на Соборной площади, построенном в 1862 году специально для Рязанского театра по проекту архитектора Н. И. Воронихина.
Современное здание театра построено в 1961 году по специальному проекту института «Гипротеатр».
В Рязанском театре драмы начинали творческий путь П. М. Садовский, Михаил Тарханов, Эраст Гарин, Анатолий Эфрос, писатель Владимир Гиляровский. В XIX веке на сцене Рязанского театра неоднократно гастролировали П. Н. Орленев, братья Адельгейм, корифеи Малого театра Мария Ермолова, Александра Яблочкина, Г. Н. Федотова, О. О., М. П. и Е. М. Садовские, Александр Южин.
В 1960-е и 1970-е годы в спектаклях театра принимали участие народные артисты СССР Алексей Грибов, Татьяна Пельтцер, Николай Черкасов, Элина Быстрицкая, Иннокентий Смоктуновский.
С 1994 года по 2012 год Рязанский театр драмы возглавляла народная артистка России Жанна Владимировна Виноградова. В сезоне 2013-14 года должность главного режиссёра занимал заслуженный артист РФ Сергей Александрович Виноградов. С июня 2015  по 2017 года главным режиссёром театра был Карен Нерсисян.
В театре работают народные артисты России Людмила Прокопьевна Коршунова, Борис Яковлевич Аржанов, Сергей Михайлович Леонтьев, заслуженные артисты России Александр Зайцев, Александр Конопицкий, Леонид Митник, Татьяна Петрова, Олег Пичурин, Маргарита Шумилова.
Коллектив театра неоднократно отмечался дипломами Всесоюзных и Всероссийских театральных фестивалей. За последнее десятилетие театр принял участие в театральных фестивалях памяти Фёдора Достоевского (Старая Русса), «Театр без границ» (Магнитогорск), VI Всероссийском пушкинском театральном фестивале (Псков), «Дни Островского» (Кострома); в программе «Национальное достояние России», VI Всероссийском театральном фестивале «Актеры России — Михаилу Щепкину», Международном фестивале камерных форм в Болгарии, международных фестивалях «Спектакли под открытым небом» (Южная Корея), «Славянские театральные встречи» (Брянск), «Славянский ковчег» (Смоленск), «Славянские традиционные встречи» (Гомель), Межрегиональном фестивале им. Рыбакова (Тамбов), Х Всероссийском фестивале «Островский в доме Островского» (Москва), фестивале «Театральный дивертисмент» (Израиль), юбилейных торжествах в городе-побратиме Мюнстере (Германия).
В 1995 году на базе театра прошёл первый фестиваль поэтических спектаклей «Звени, звени, златая Русь!», посвященный 100-летию со дня рождения поэта Сергея Есенина, на который театр драмы представил спектакль «Последняя осень» по пьесе Александра Кравцова.
С 4 по 10 апреля 2005 года театр провел Межрегиональный театральный фестиваль «Звезды Победы». К этому фестивалю и 60-летию Победы в Великой Отечественной войне была осуществлена постановка пьесы Валентина Ежова «Соловьиная ночь».
Основу репертуара Рязанского театра составляет русская и мировая классика. Многие ведущие актёры имеют концертный репертуар по произведениям Александра Пушкина, Сергея Есенина, Марины Цветаевой, Анны Ахматовой.

## Постановки последних лет
- 1996 год — «Кроткая» по Фёдору Достоевскому, «Гибель Европы на Страстной площади» Николая Эрдмана, «Женитьба» Николая Гоголя.
- 1997 год — «Играющие на закате» по пьесе А. Касоны «Деревья умирают стоя».
- 1998 год — «Пиковая дама» по Александру Пушкину.
- 1998 год — «Вас вызывает Таймыр» Александра Галича.
- 2000 год — «Игра любви и случая» П. Мариво, «Дядюшкин сон» по Фёдору Достоевскому.
- 2001 год — «Одна калория нежности» Г. Данаилова.
- 2002 год — «Женитьба Белугина» Александра Островского, Николая Соловьёва.
- 2003 год — «Он, она и…» Р. Куни, «Вера, Надежда, Любовь» по пьесе Алексея Арбузова «Домик на окраине».
- 2004 год — «Последние» Максима Горького, «Маскарад» Михаила Лермонтова.
- 2005 год — «Соловьиная ночь» В. Ежова.
- 2006 год — «Безымянная звезда» М. Себастиана, «Цилиндр» Э. де Филиппо, «Халам-Бунду» Ю. Полякова.
- 2007 год — «Дикарка» Александра Островского, Николая Соловьёва, «Дурочка» Лопе де Вега.
- 2008 год — «Дядя Ваня» А. П. Чехова, «Королевская интрига» П. Мариво.
- 2009 год — «Божьи одуванчики» А. Иванова.
- 2010 год — «Наполеон Первый» Ф. Брукнера, «Бешеные деньги» А. Н. Островского
- 2011 год — «Сладкоголосая птица юности» Т. Уильямса, «Алхимия любви» (Много шума из ничего) У. Шекспира.
- 2012 год — «Горе от ума» А. Грибоедова.
- 2013 год — «Правда хорошо, а счастье — лучше» А. Н. Островского, «Последний пылкий влюбленный» Н. Саймона, «Машенька» В. Набокова
- 2014 год — «Король Лир» У.Шекспира